# دهستان منظریه
دهستان منظریه نام دهستانی در بخش مرکزی شهرستان شهرضا، استان اصفهان در ایران است. براساس سرشماری مرکز آمار ایران در سال ۱۳۸۵، جمعیت آن ۱۱۶۴۳ نفر (۲۹۹۵ خانوار) بوده‌است.

## مناطق مسکونی کم‌جمعیت

### پمپ بنزین
پمپ بنزین یک منطقهٔ مسکونی در این دهستان است طبق سرشماری ۱۳۸۵ جمعیت این منطقه مسکونی ۱۰ نفر بود.

### منطقه صنعتی شهررضا
منطقه صنعتی شهررضا منطقه‌ای مسکونی در این دهستان است که طبق سرشماری سال ۱۳۸۵ جمعیت آن ۱۶ تن در ۸ خانوار بود.